# Einfacher Fußpferdknoten
Der Fußpferdknoten ist ein Mehr-Strang-Stopperknoten der für Befestigungszwecke, z. B. auf dem Fußpferd, als auch sowohl für Schmuck und Zierde verwendet wird.

## Anwendung
Der Fußpferdknoten ist ein Verdickungsknoten mit dem Zweck, das Ausrauschen eines Seiles oder Taues zu verhindern.
Als Zierknoten wird der Fußpferdknoten häufig an Lederbändeln in Verbindung mit Schmuck verwendet. Seeleute verwenden ihn an Pfeifenkordeln oder als verzierte Griffleinen am Taschenmesser oder an Reißverschlüssen.

## Knüpfen
Zuerst wird ein Kronenknoten, dann ein Wandknoten geknüpft. Dann werden die Seile nach oben gesteckt. Zur besseren Übersicht werden hier drei verschiedenfarbige Leinen gezeigt.

### 1) Knüpfen des Kronenknotens

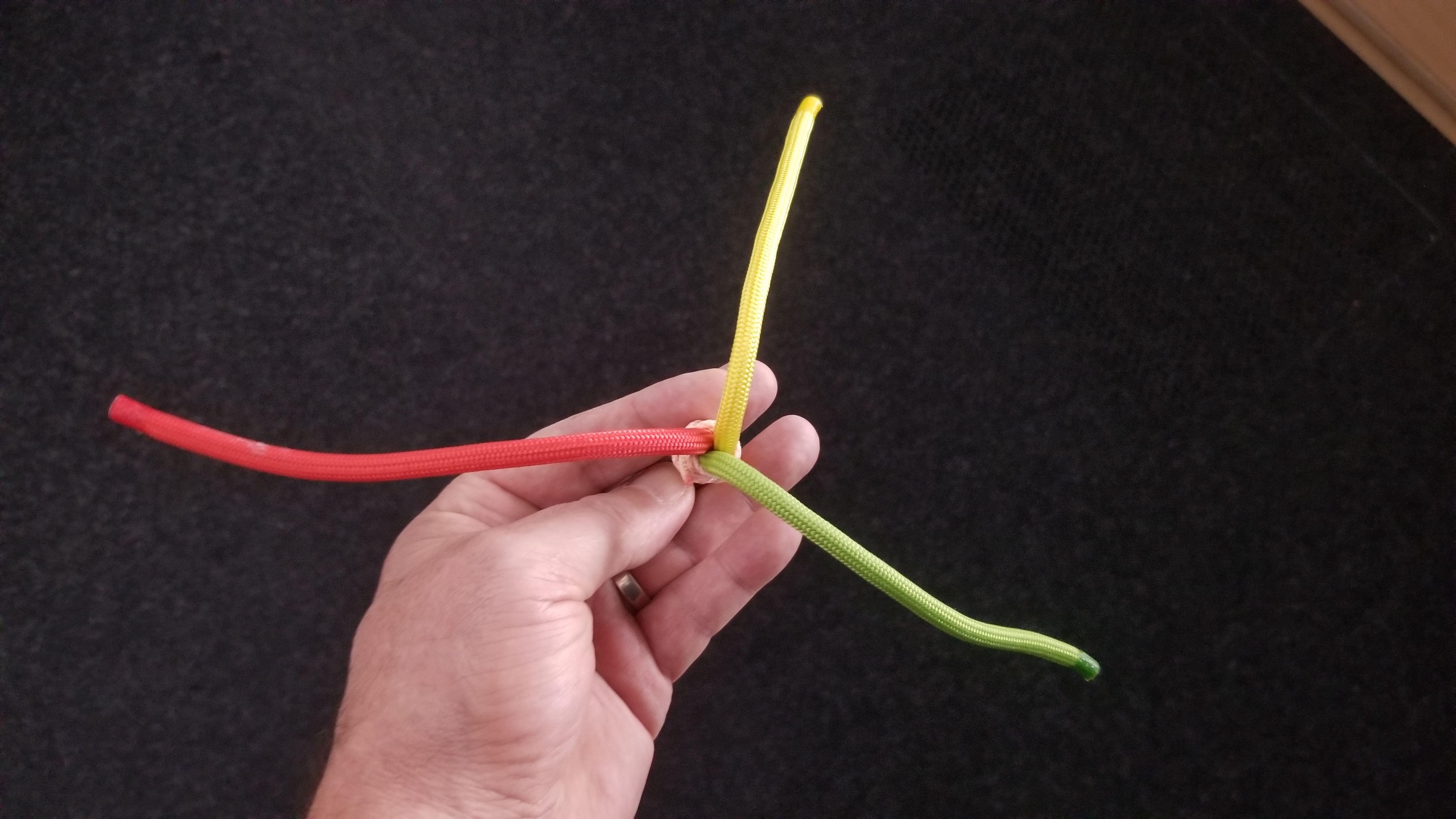
Dreikardeeliges Seil. Die Reihenfolge ist grün, gelb, rot (rechtswindend).  Man hält es am besten so, wie im Bild gezeigt. Gebunden wird entgegen dem Uhrzeigersinn
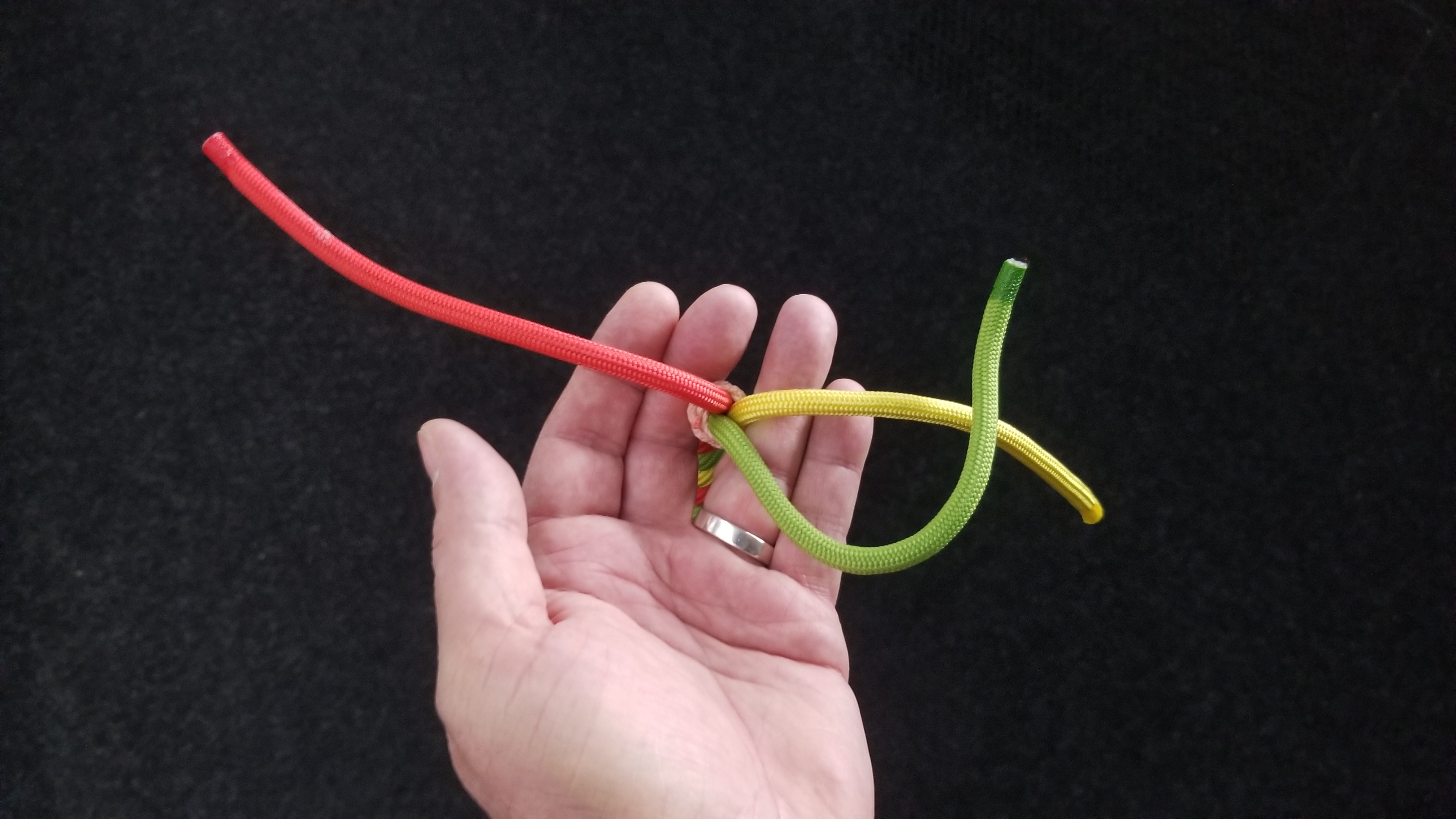
Ein Kardeel, in diesem Fall das grüne, bringt man über das nächste, hier das gelbe Kardeel
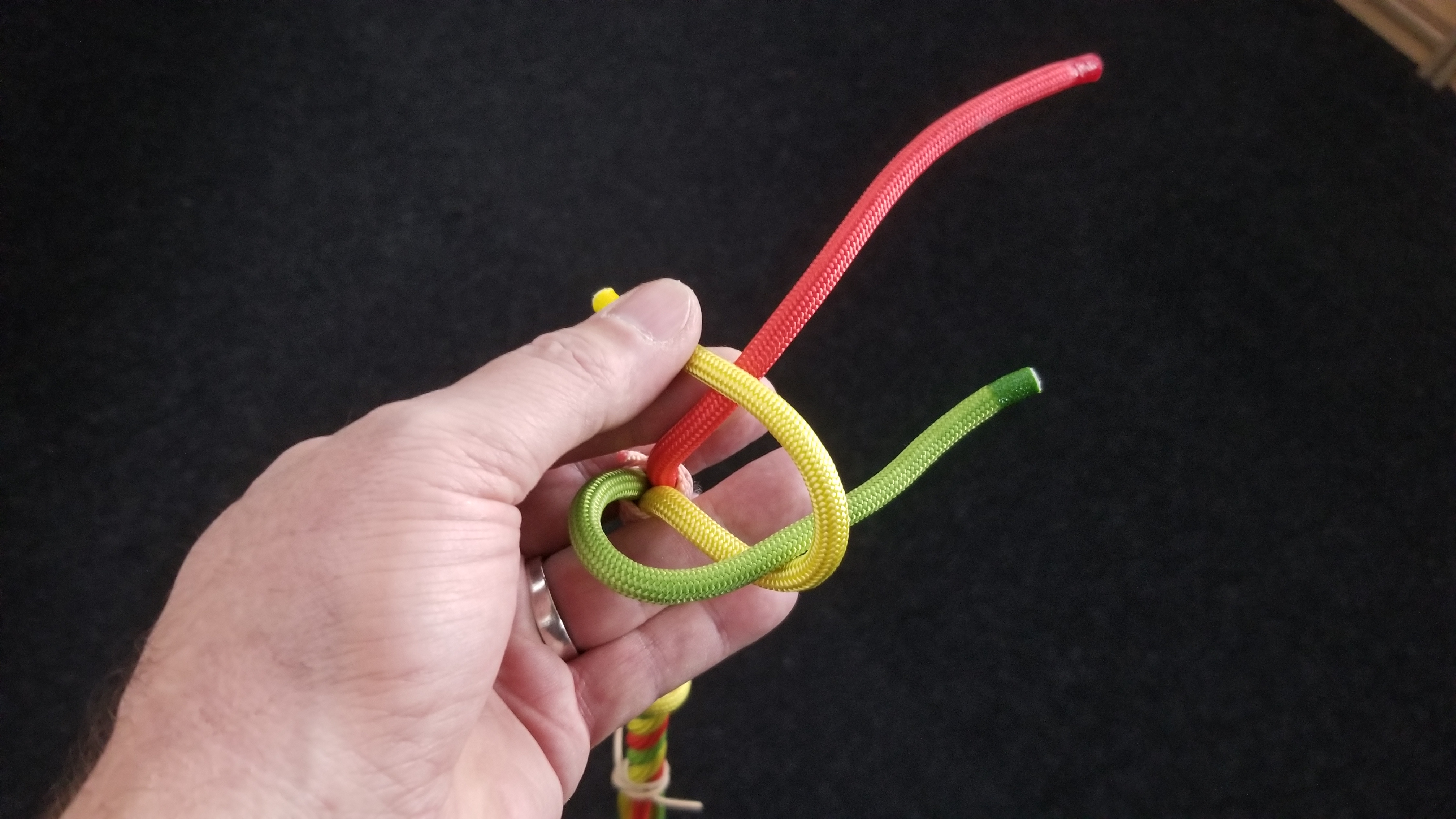
Mit dem nächsten Kardeel (gelb) kreuzt man über dem zuerst bewegten Kardeel (grün) und dem nächsten (rot)
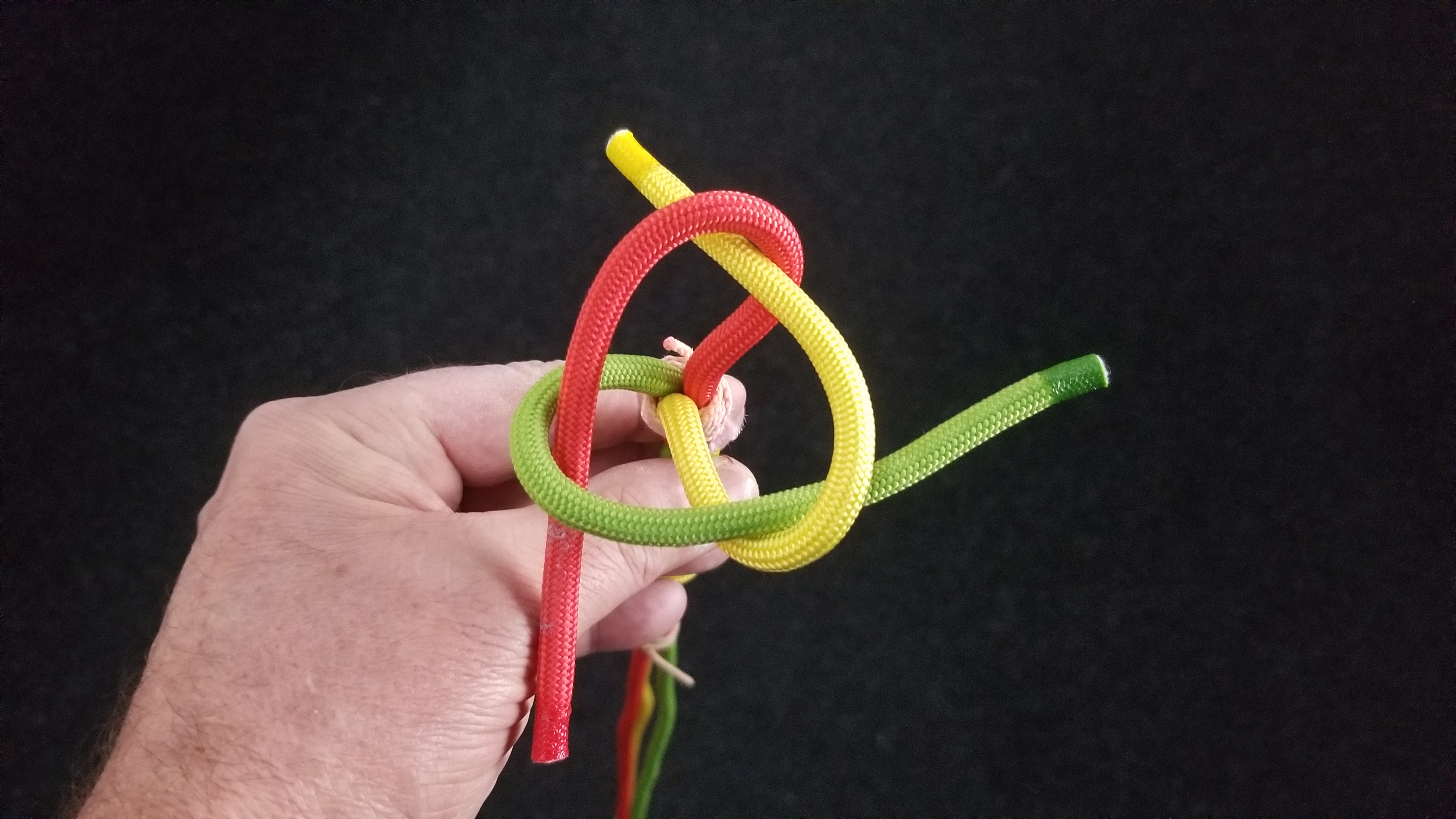
Das dritte Kardeel (rot) führt man über dem zuletzt bewegten Kardeel (gelb) und steckt das Ende von oben durch die Bucht des nächsten, also zuerst bewegten Kardeels (grün) durch
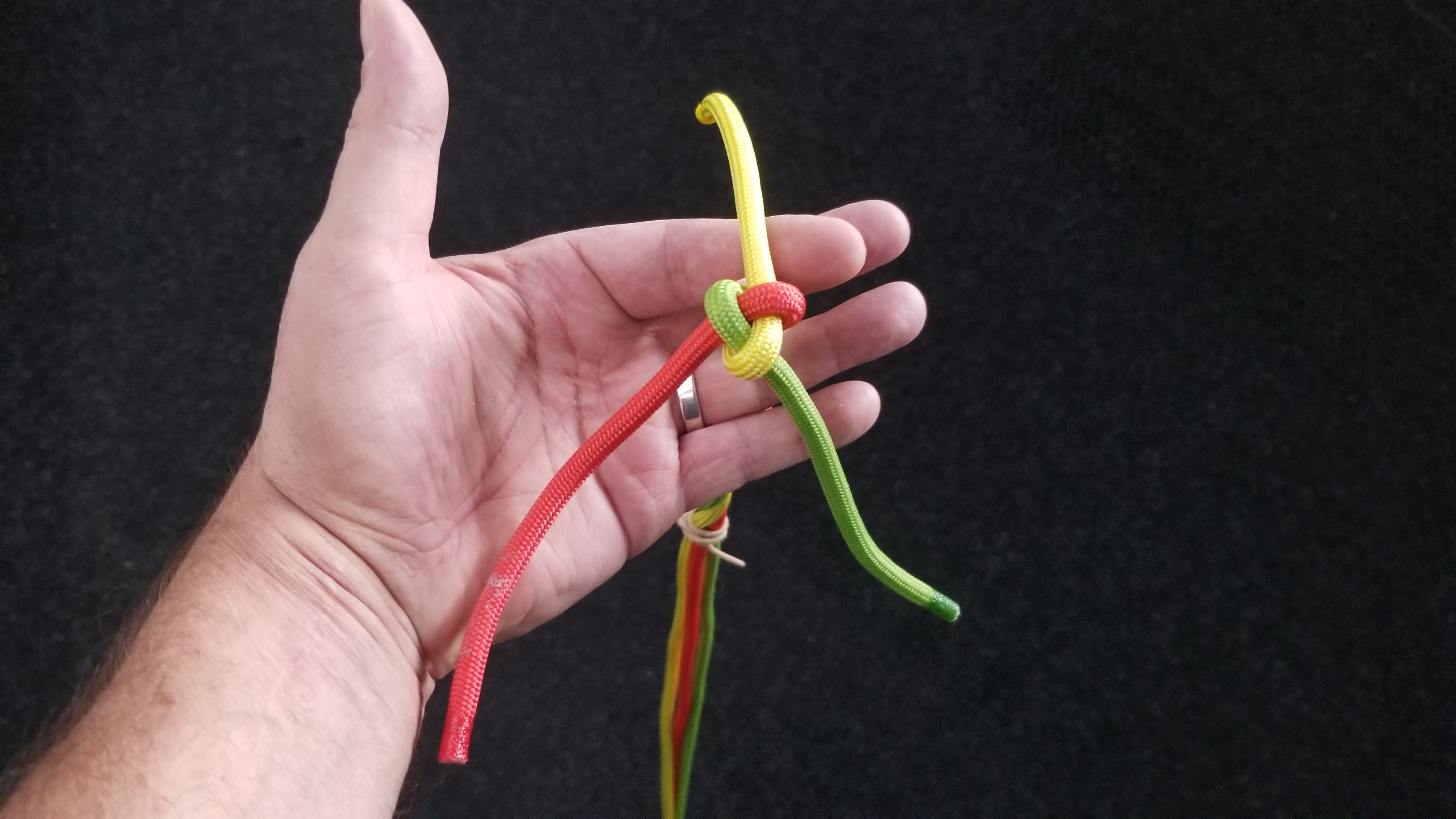
Leicht zuziehen und der Kronenknoten ist fertig

### 2) Knüpfen des Wandknotens

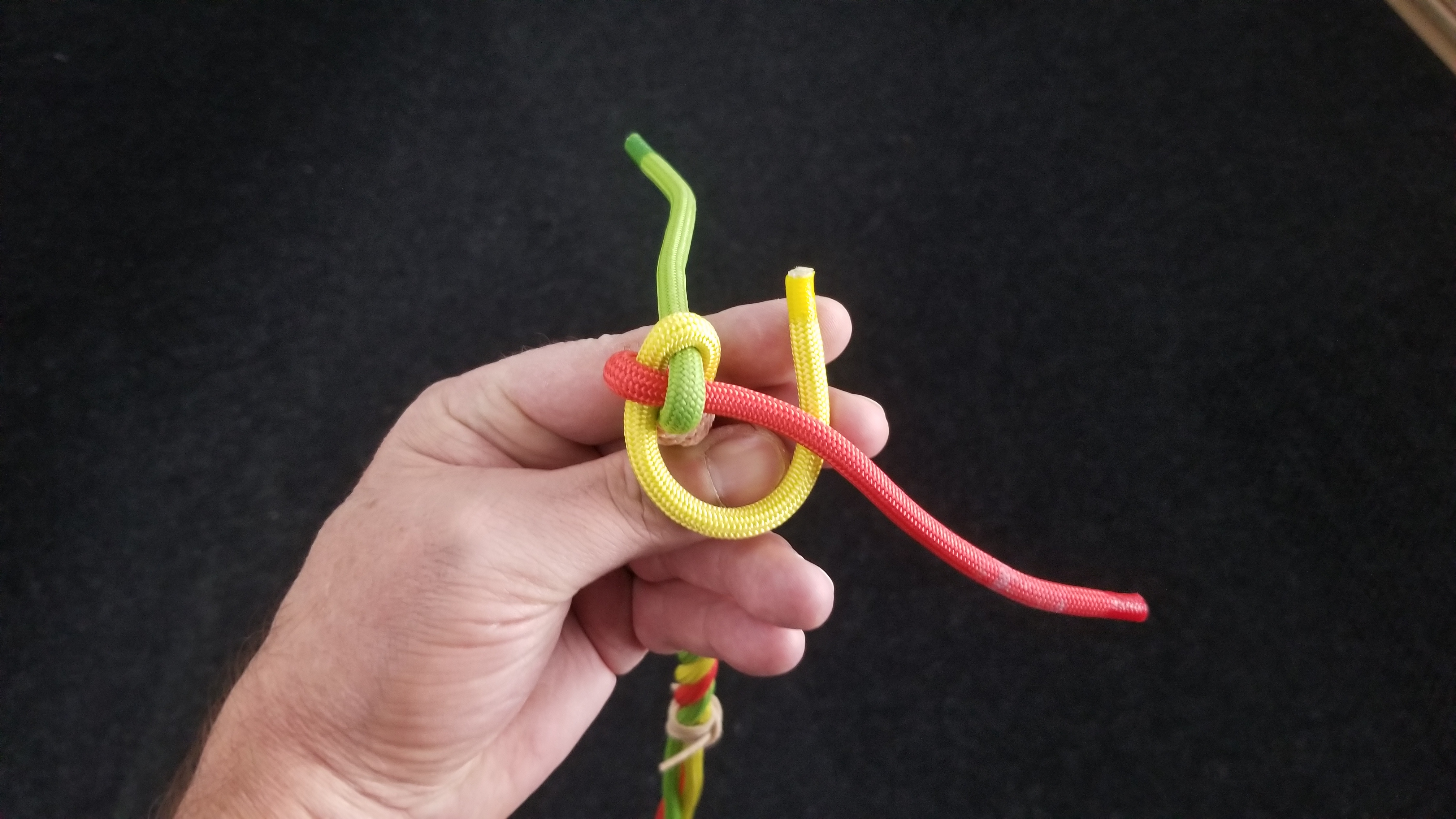
Ein Kardeel, in diesem Fall das gelbe, bringt man entgegen dem Uhrzeigersinn unter das nächste, hier das rote Kardeel
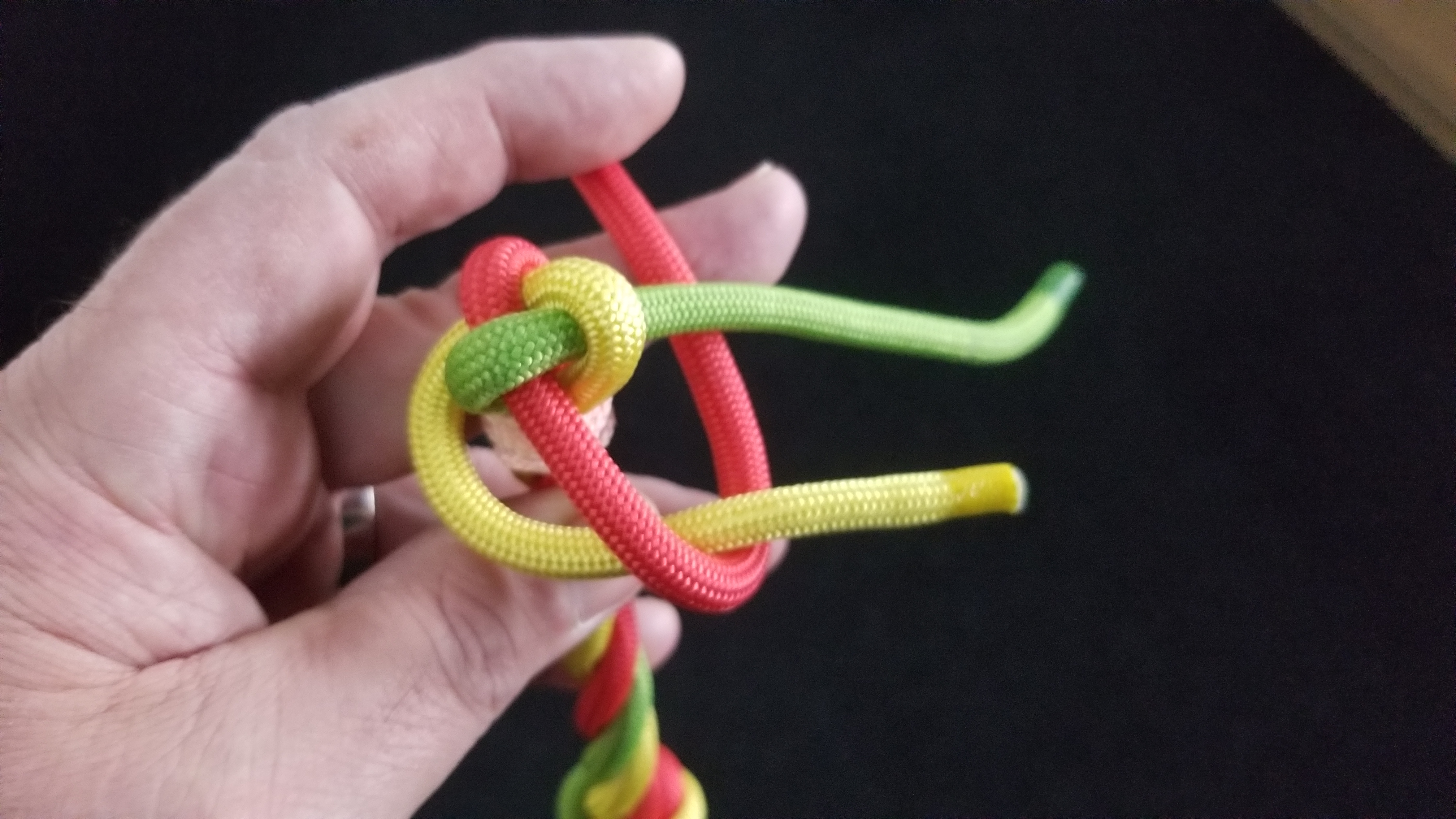
Mit dem nächsten Kardeel (rot) geht man unter dem zuerst bewegten Kardeel (gelb) durch und unter stehende Part des nächsten (grün)
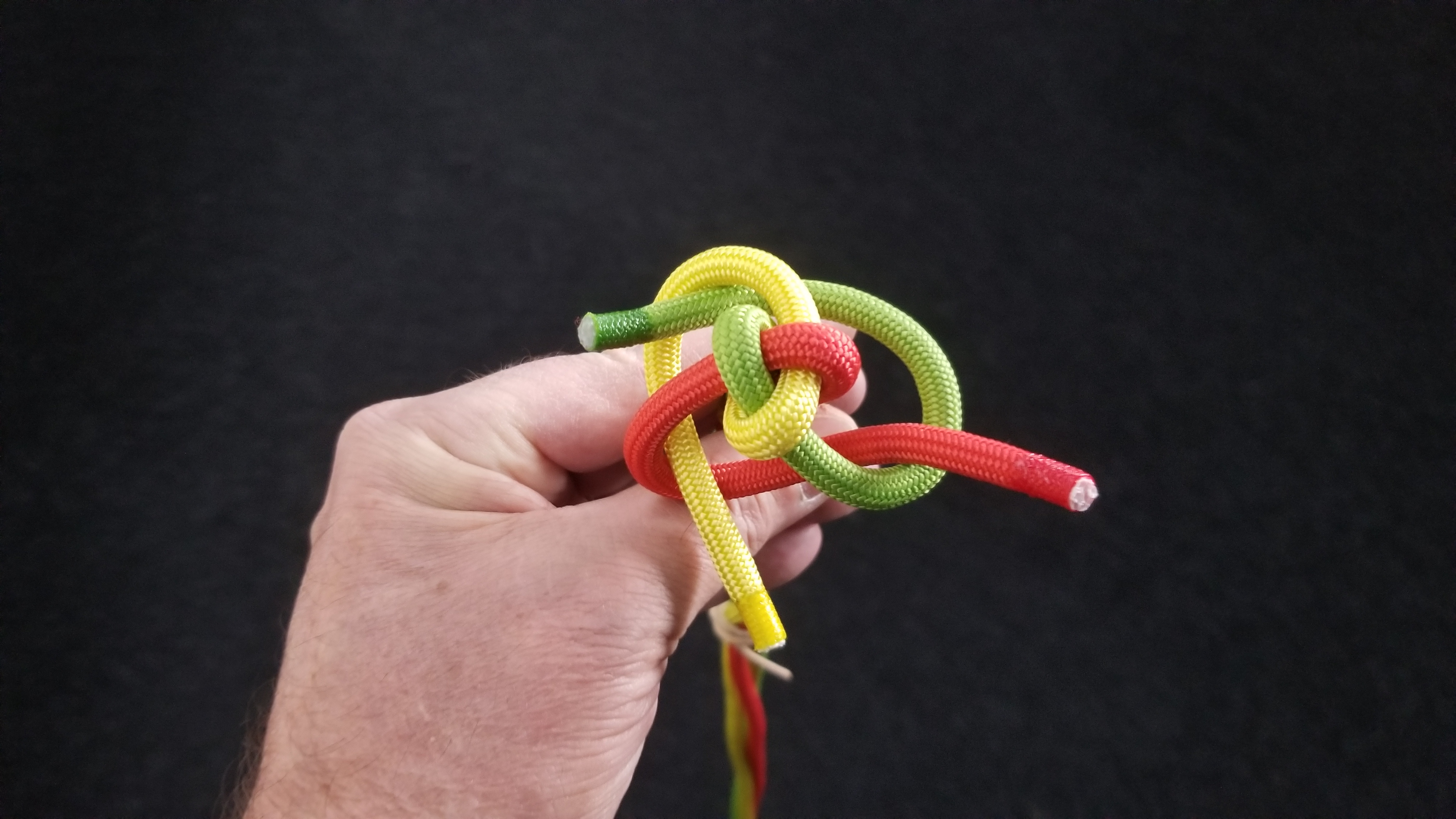
Das dritte Kardeel (grün) führt man unter dem nächsten Ende (rot) durch und von unten nach oben durch die Bucht des zuerst bewegten Kardeels (gelb). Der Wandknoten ist fertig

Will man einen Doppelten Fußpferdknoten knüpfen, verdoppelt man die Kardeele, das heißt man fährt die Kardeele oberhalb der ersten Führung nach.

### 3) Fertigstellung des Einfachen Fußpferdknotens

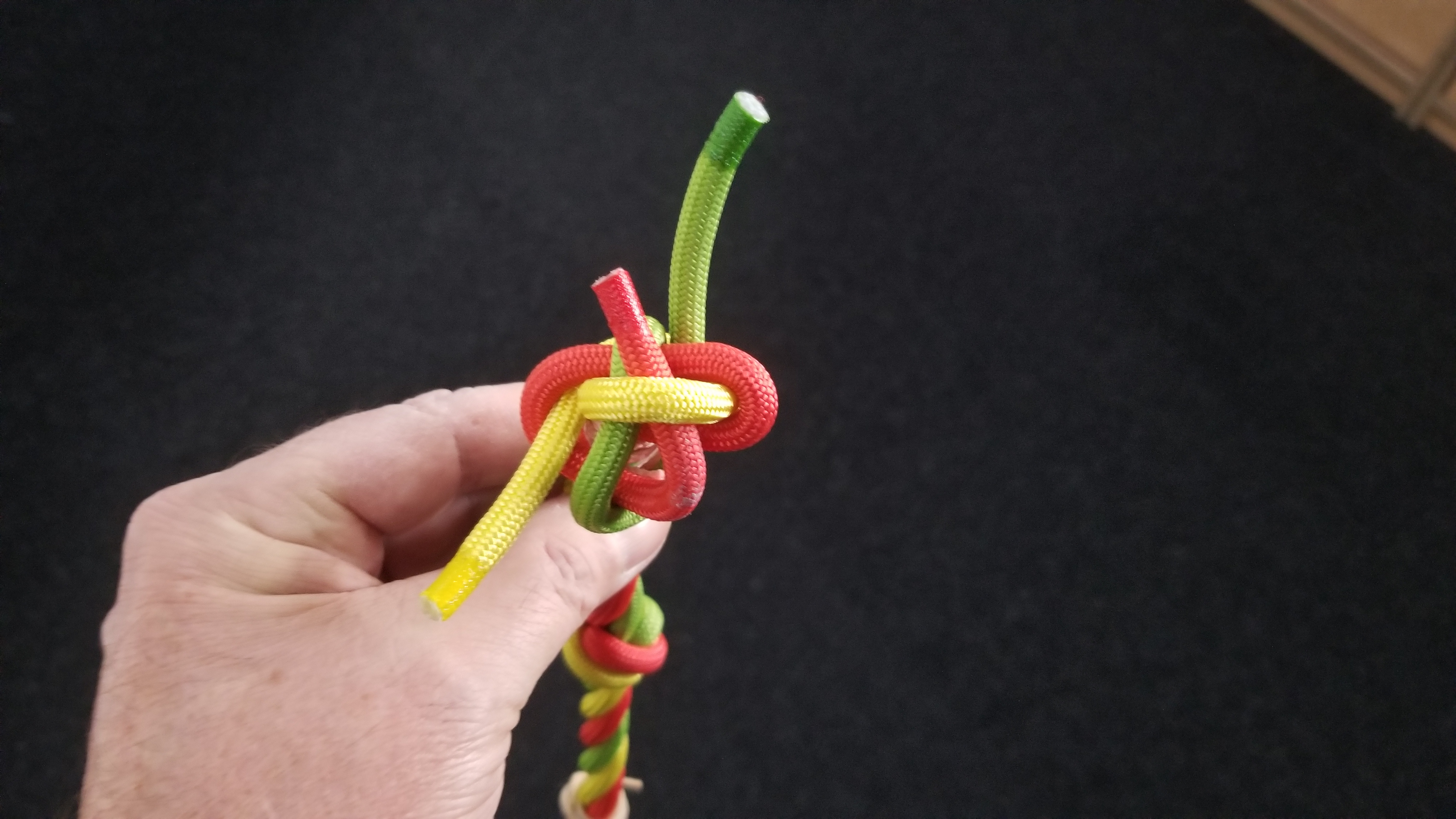
Nun nimmt man das rote Kardeel und steckt es rechts neben dem grünen Kardeel unter die gelbe Schlaufe durch
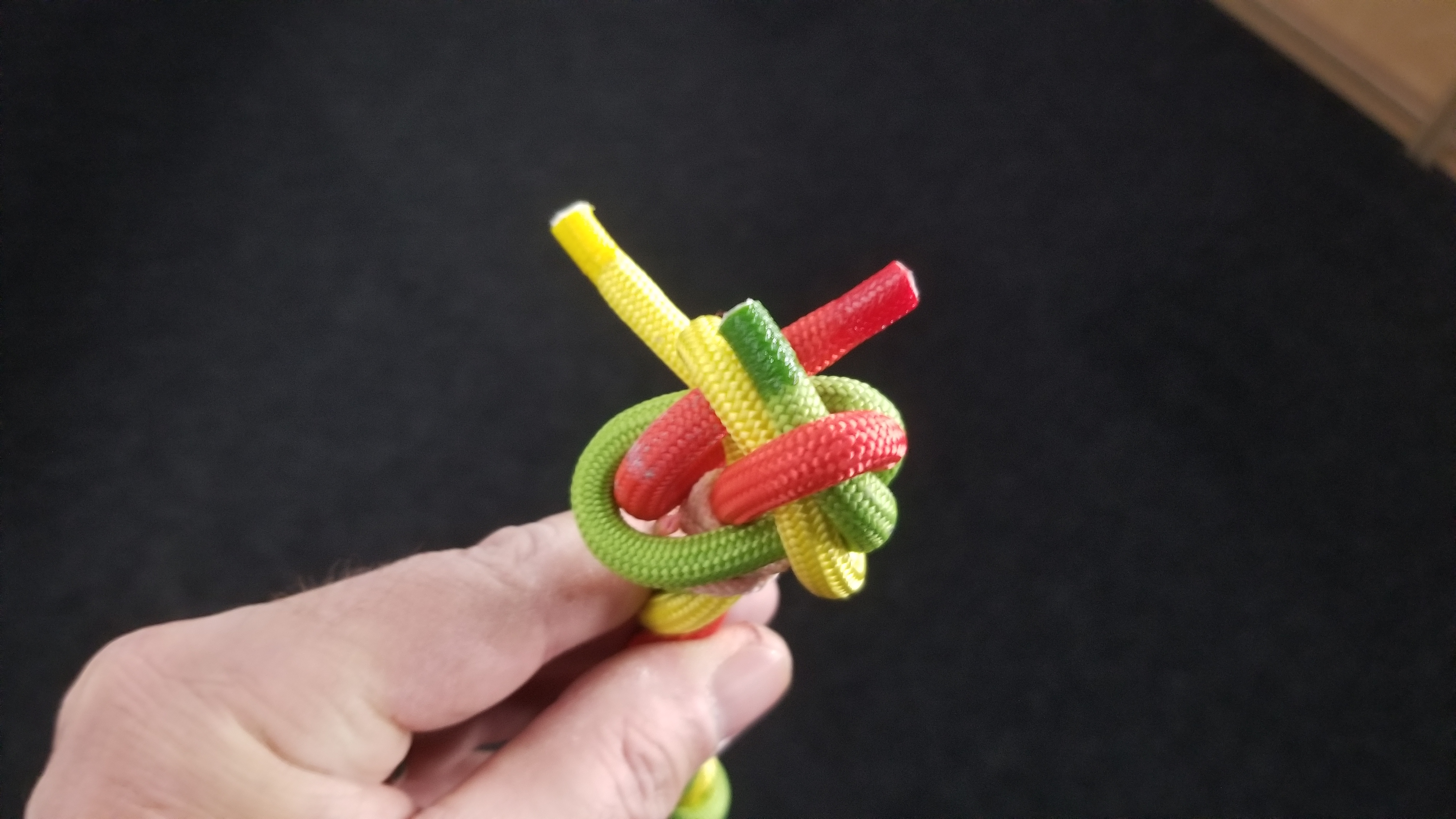
Das grüne Kardeel steckt man rechts neben dem gelben Kardeel unter die rote Schlaufe durch
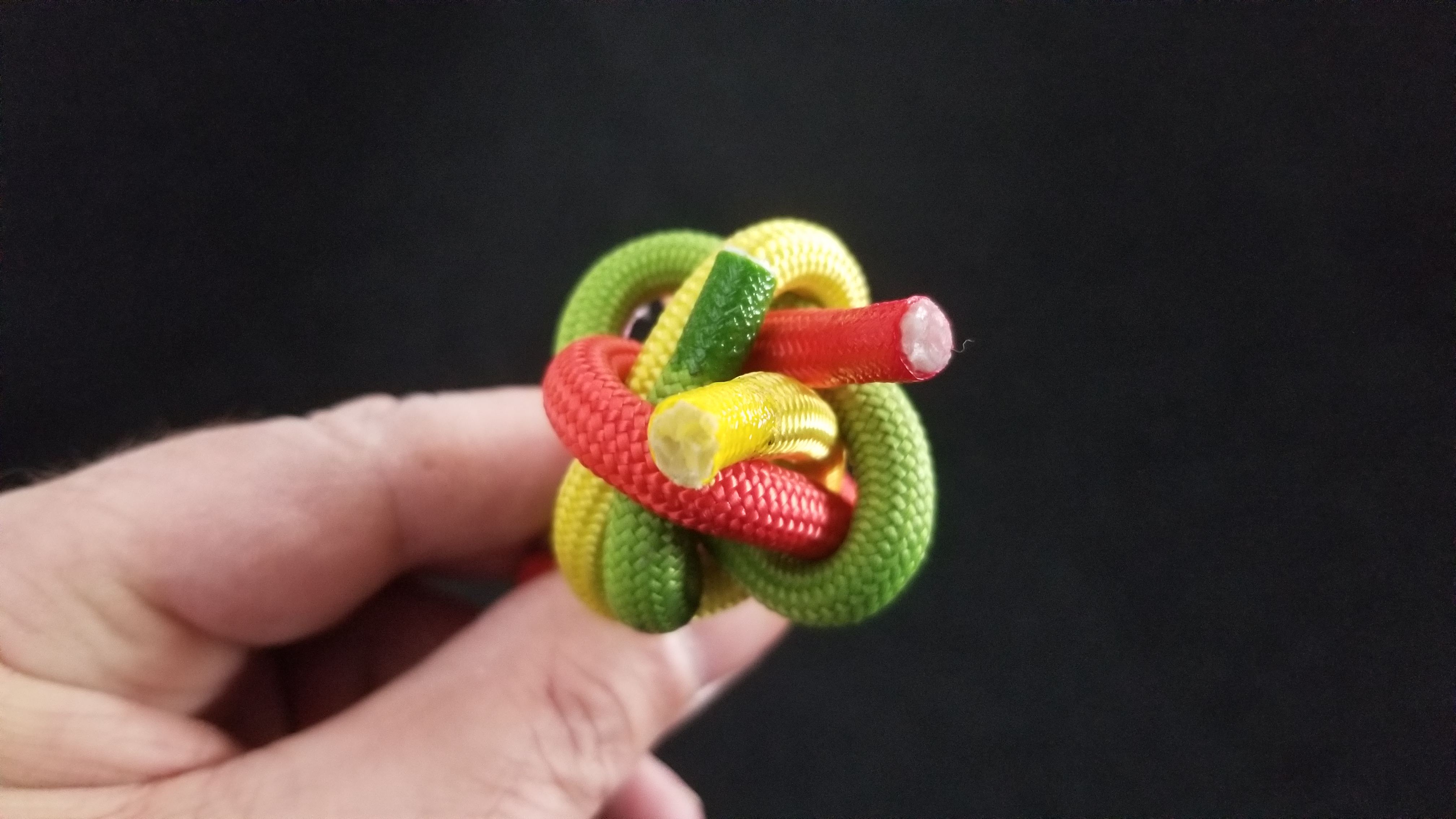
Das gelbe Kardeel wird in gleicher Weise neben dem roten Kardeel unter die grüne Schlaufe durchgesteckt.
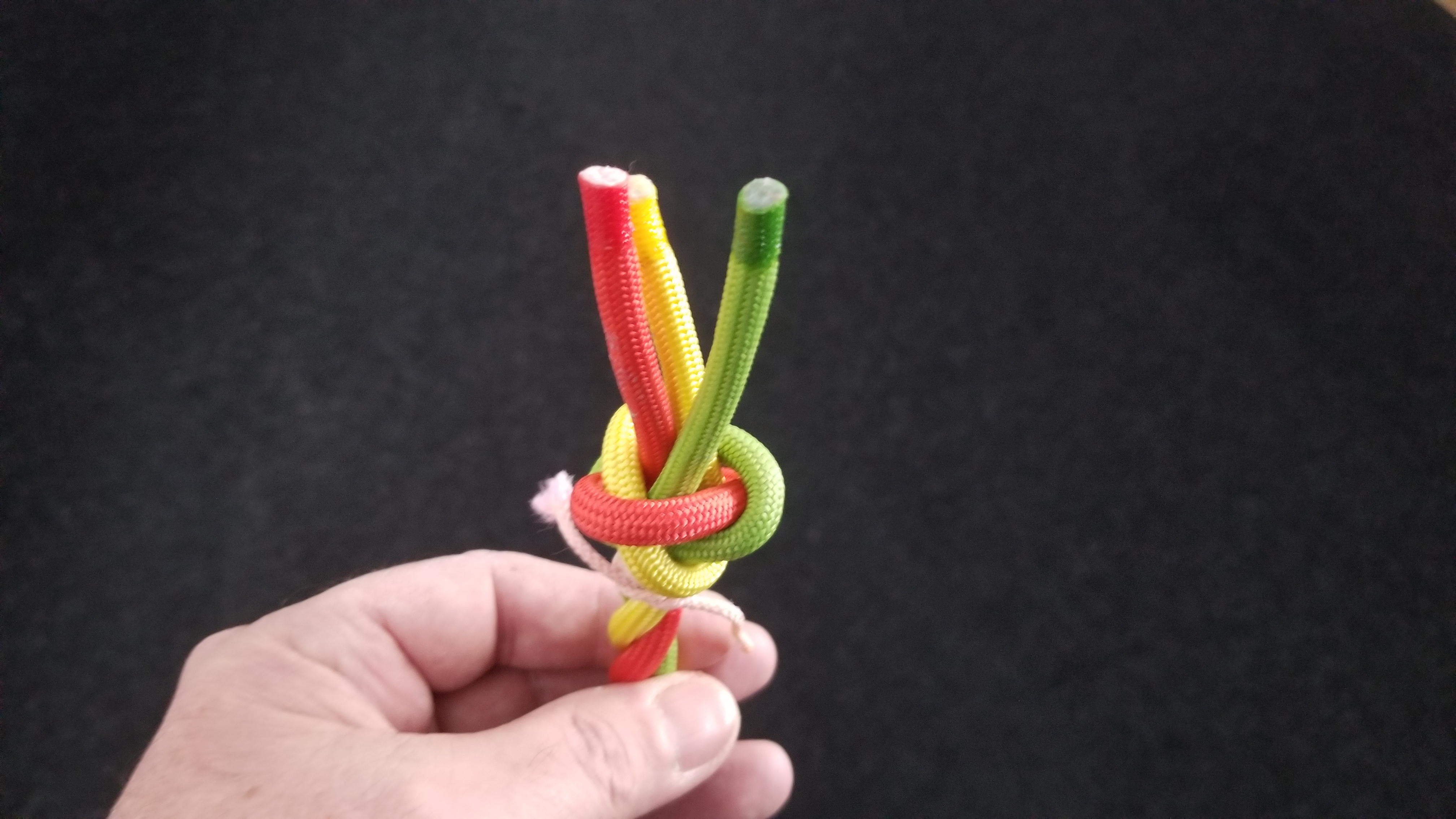
Die Enden werden aus der Mitte herausgezogen
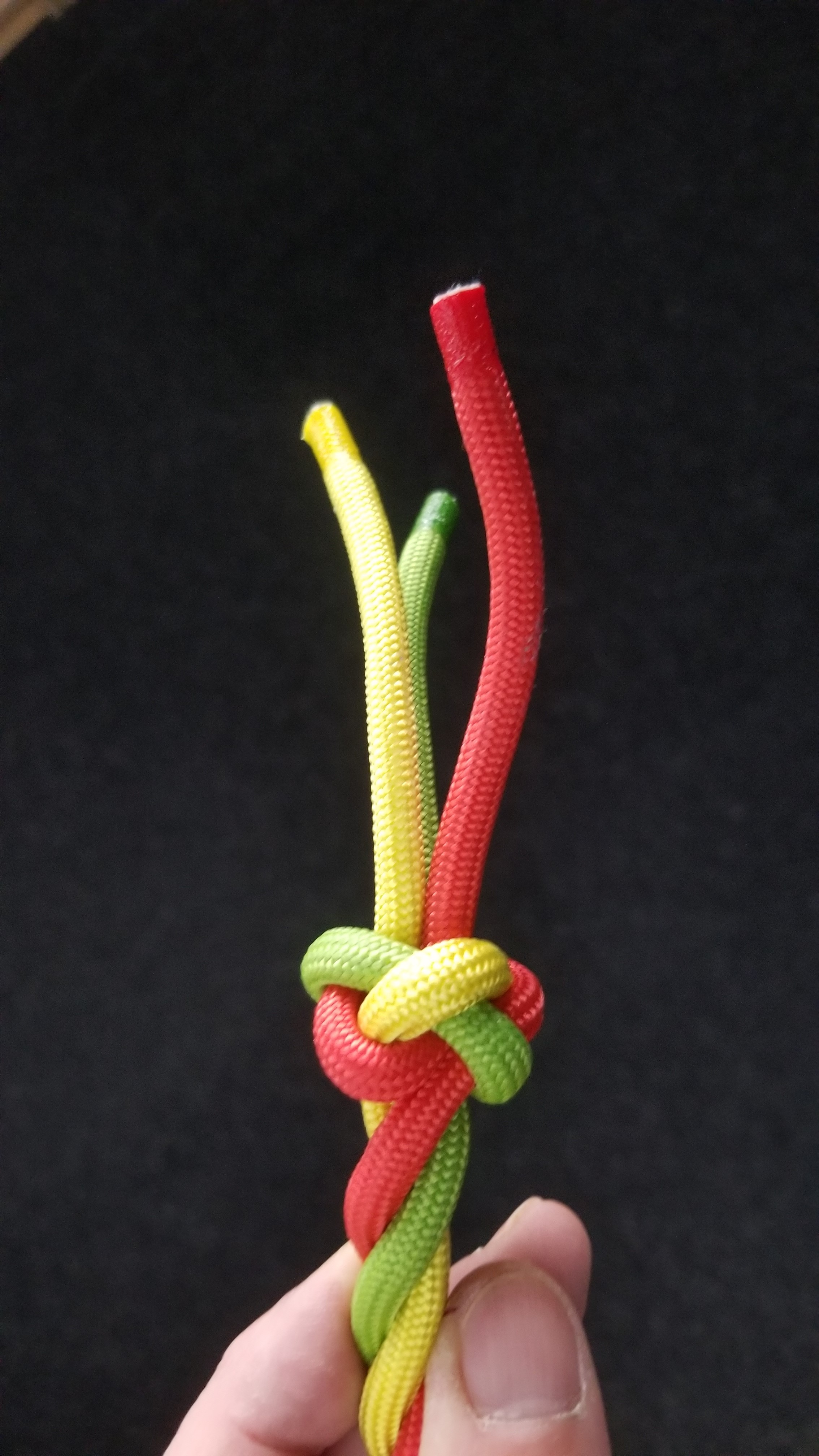
Der Knoten wird noch sauber gerichtet und ist fertig

## Alternativen

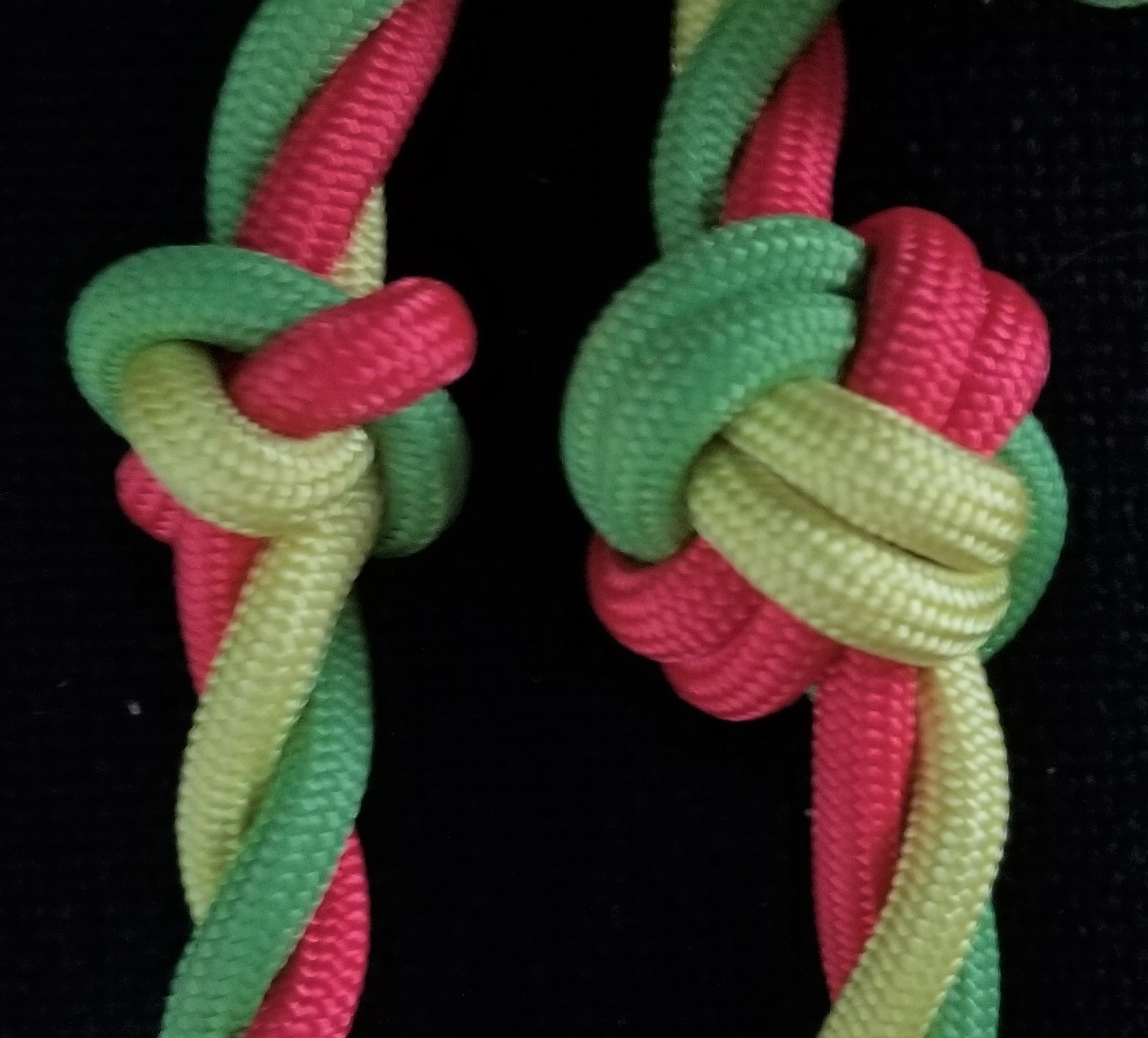
Größenvergleich vom Einfachem Fußpferdknoten und Doppeltem Fußpferdknoten
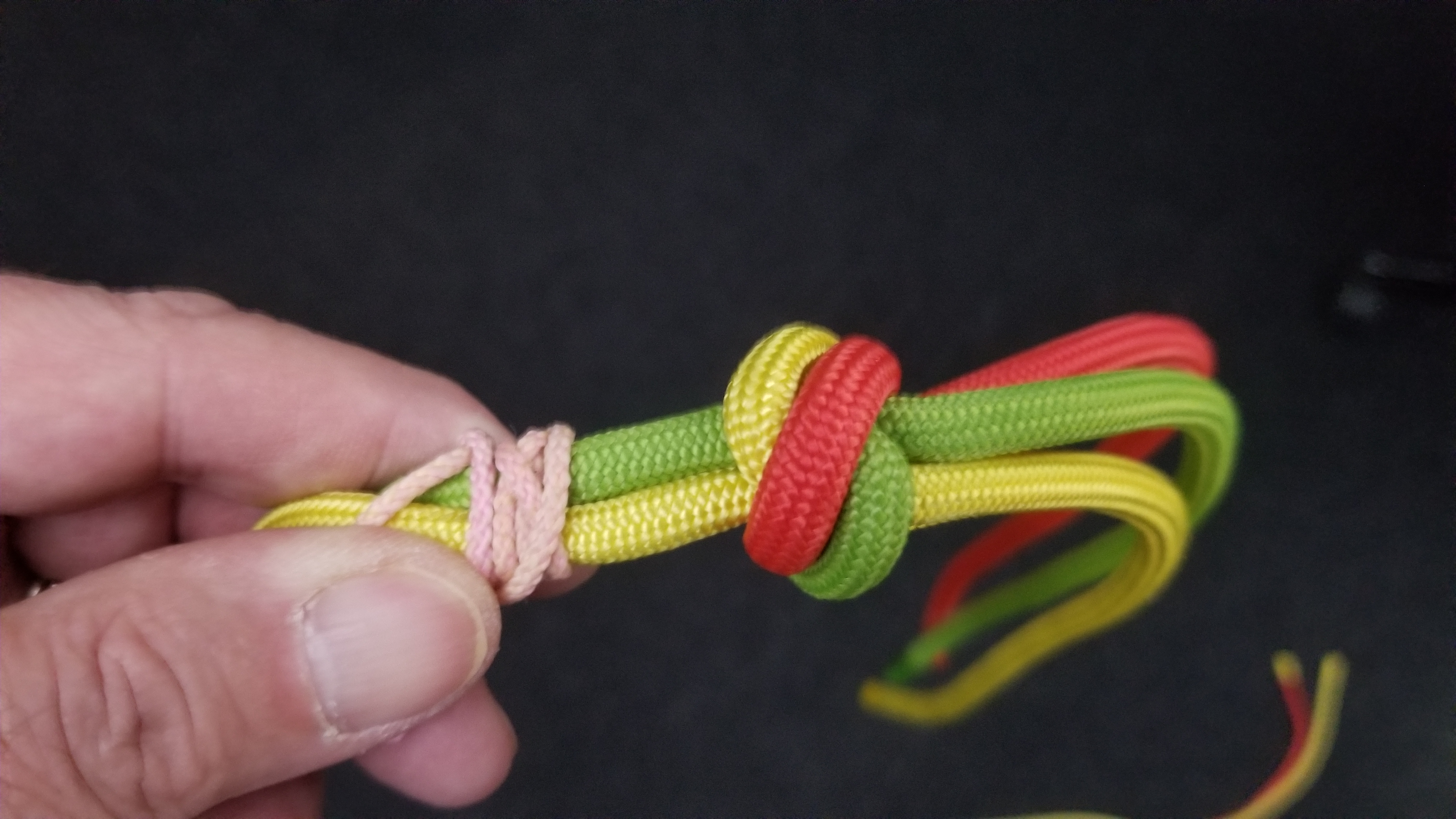
Als Zierknoten wird auch der Einfache Taljereepsknoten häufig an Lederbändern in Verbindung mit Schmuck verwendet.
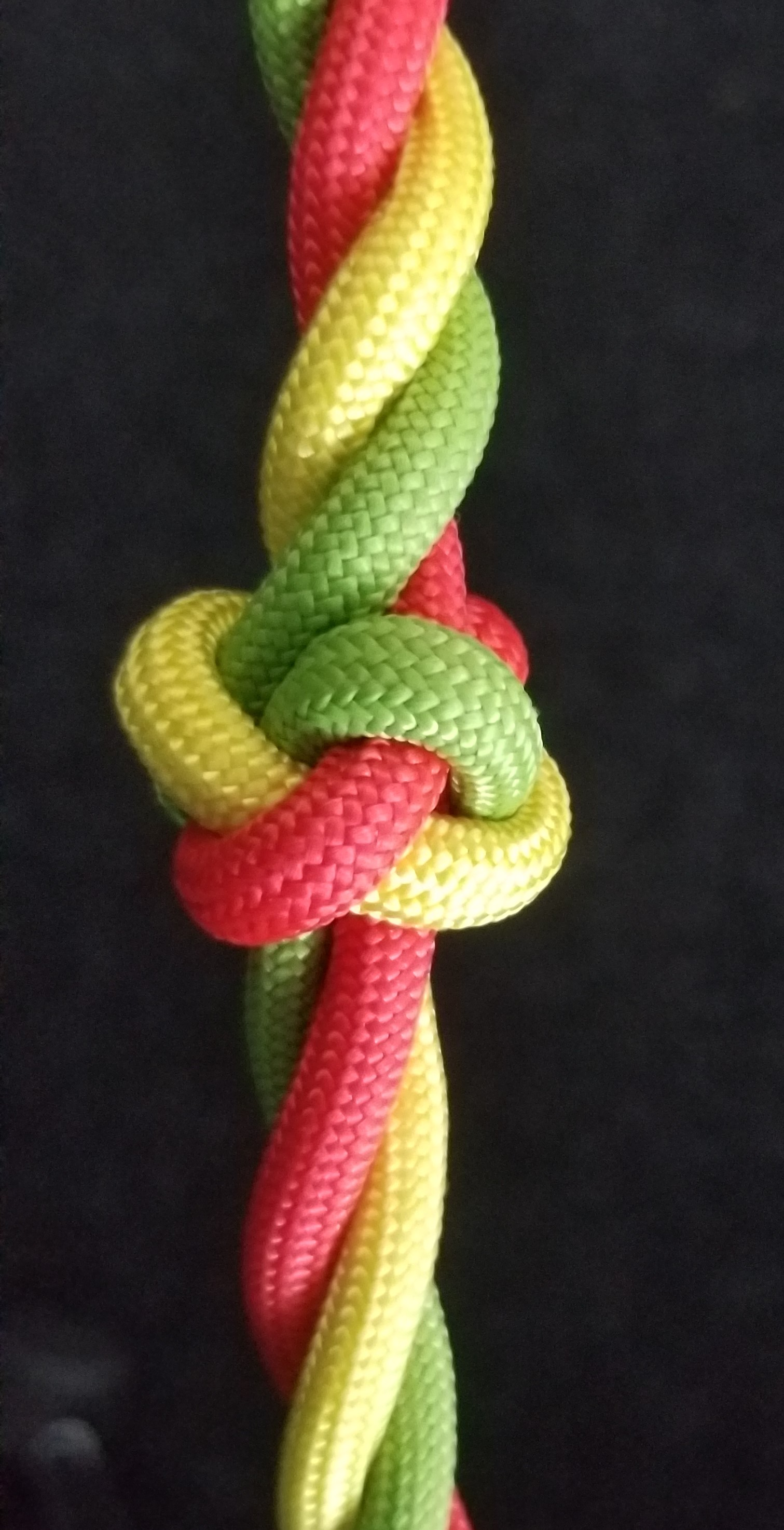
Ebenso der Diamantknoten.
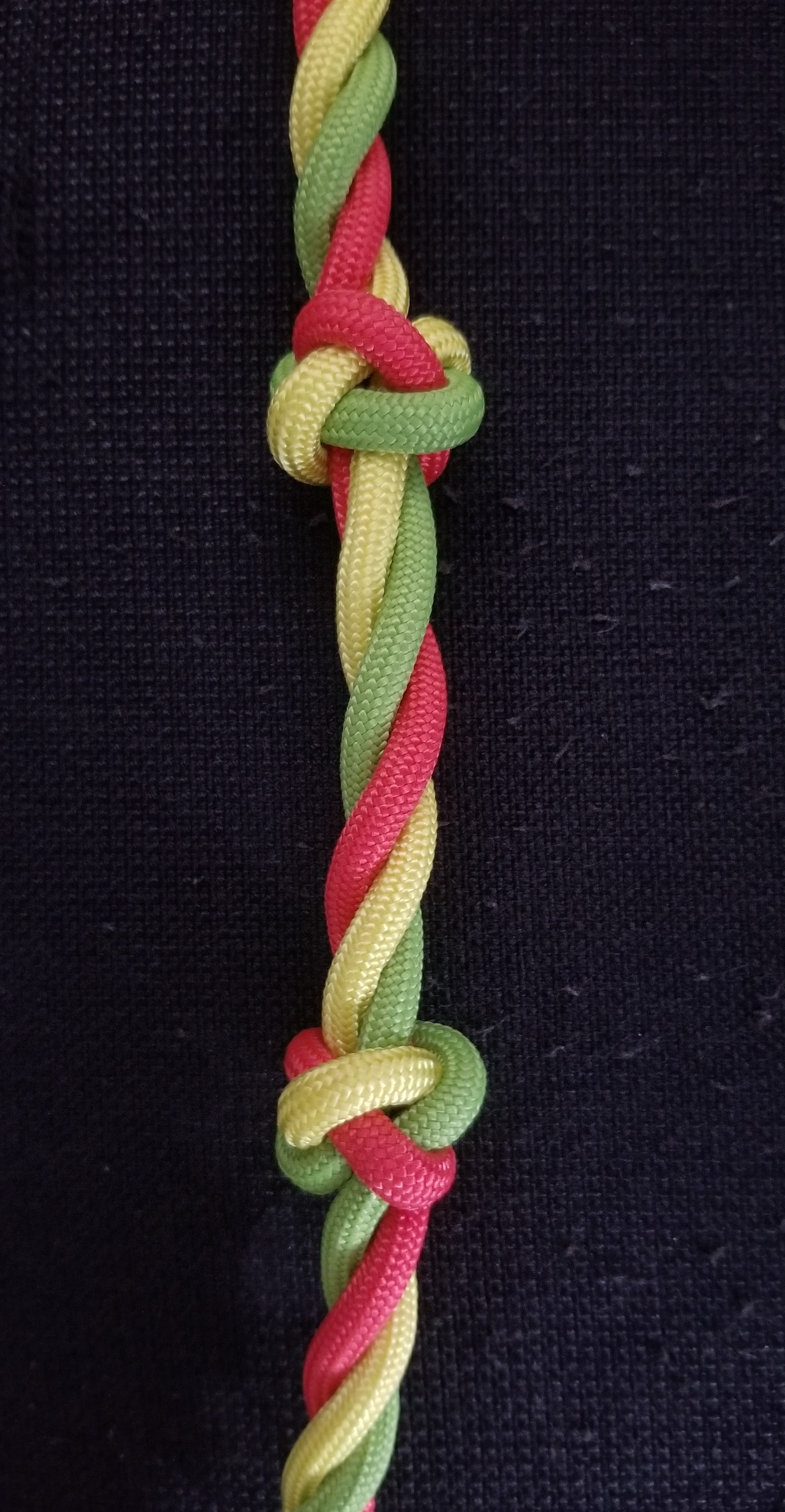
Vergleich von Fußpferdknoten (unten) und Diamantknoten (oben). Vom Aufbau her ist der Fußpferdknoten derselbe wie der Diamantknoten, aber er ist gegenläufig. Die Führung ist kompakter auf dem Ende, der Knoten gibt ein besseres Bild auf dem Fußpferd als der Diamantknoten und er nutzt sich weniger ab, weil der Aufbau glatter ist.